# Josua Heilmann
Josua Heilmann (17. února 1796, Mulhouse - 5. listopadu 1848) byl francouzský vynálezce textilních strojů.
Pocházel z rodiny majitele textilní manufaktury v alsaských Mylhúzách, ve které byl od svých 15 let zaměstnán. Asi dva roky šel na zkušenou do banky svého pařížského strýce, po návratu do Alsaska se věnoval stále intenzivněji konstrukci textilních strojů.
V roce 1828 přišel s vynálezem vyšívacího stroje, za který byl vyznamenán řádem Čestné legie. Brzy následovaly patenty na navíjení tkanin, tkací stroj na dvojité plyše, zdokonalení mykacího stroje (odměna 5000 franků) aj.
Od roku 1838 začal pracovat na konstrukci česacího stroje. Řešení dosáhl až po mnoha pokusech a po značných finančních obětech teprve v roce 1845, britský patent na svůj vynález získal v roce 1846. K všeobecnému uznání a praktickému využití Heilmannova principu odstraňování krátkých vláken z textilních materiálů došlo až krátce před jeho smrtí. Za licenci k česání bavlny a vlny podle Heilmannova systému zaplatili např. britští průmyslníci po 30 000 £ a za povolení k česání lýkových vláken 20 000 £. Konstrukci česacího stroje vylepšilo v dalších letech několik vynálezců, na základě Heilmannova vynálezu se však stavějí všechny česací stroje i v 21. století. 